# Le Chien de guerre et la Douleur du monde
Pour les articles homonymes, voir Chien de guerre (homonymie).
Le Chien de guerre et la Douleur du monde (titre original en anglais : The War Hound and the World's Pain) est un roman de fantasy de Michael Moorcock, inspiré de documents de la période de la Renaissance allemande, et le premier volet d'une saga de fantasy du même auteur : Le Pacte de Von Bek.
Le « chien de guerre » est Ulrich von Bek. Il incarne les errances d'un homme d'armes dans un univers en pleines guerres de Religion, dans lequel les cités sont frappées par des maladies terribles, qui effraient plus que la violence de la guerre.
Von Bek est pour Moorcock une nouvelle incarnation du champion éternel. Cette fois, toute autre référence à un monde fantastique s'évanouit, au profit d'une description romancée d'un univers alternatif qui colle au contexte historique.

## Contexte

### Errances militaires
Le Saint-Empire romain germanique, bien que doté d'un empereur nommé par les princes-électeurs, finit par devenir un espace de petites baronnies et communautés fédérées, dont la caractéristique est le morcellement. Dans cet espace germanique, la soldatesque se vend au gré des campagnes militaires, ce qui rend la contrée parcourue de bandes et de dangers, la rapprochant en cela de la situation française au sortir de la guerre de Cent Ans, dont ressort la figure de Du Guesclin.

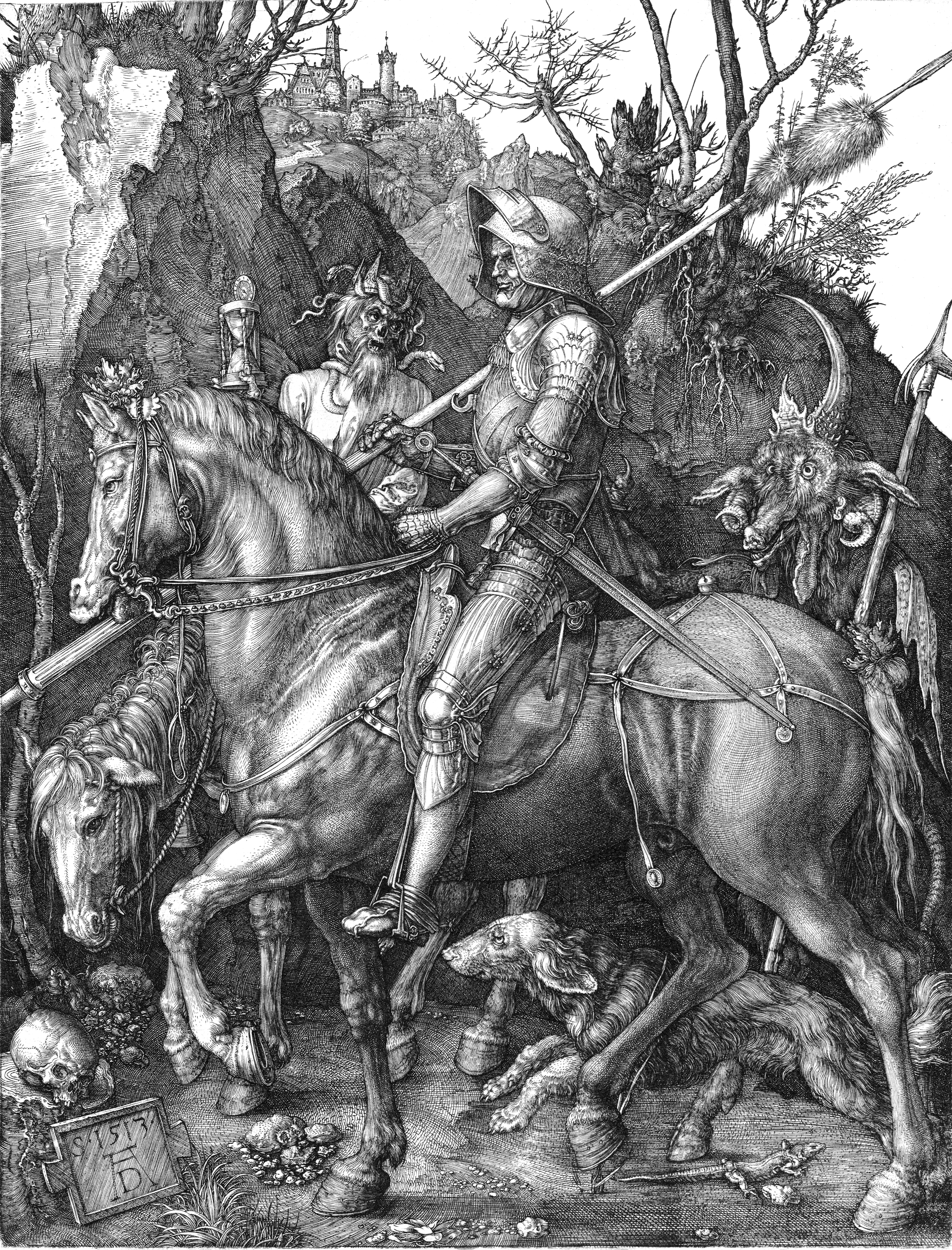
Le Chevalier, la mort et le diable. Gravure de Albrecht Dürer de 1513

Les chevaliers sont donc tels des condottieres en errance dans les terres de l'Empire, et changent de seigneur lige au gré des contrats qu'ils trouvent à chaque printemps, au début de la nouvelle campagne militaire des princes intrigant une expansion de leur territoire au détriment de leurs voisins.
L'horreur de la guerre de Trente Ans, à laquelle Von Bek participe, le rend spectateur de la misère du monde, douleurs, atrocités, mais aussi dénuement des populations touchées et, comme précité, frappées par la peste et autres joyeusetés.

### Doutes spirituels
D'un point de vue spirituel, la crise religieuse du schisme protestant agite les esprits, et l'humanisme naissant, apportant la conscience du destin individuel (source du roman centré sur le destin d'un personnage); l'influence des charlatans est patente. Le plus fameux d'entre eux est Faust, un individu réel de la Renaissance, dont Goethe au XIXe siècle composera un mythe fondateur de la littérature allemande. Son talent est tel qu'il subjugue les docteurs des premières universités médiévales en terres germaniques.
Apparaît la possibilité de souscrire un contrat avec un seigneur d'une autre nature.
Le thème est celui de passer un pacte avec le diable, rien de moins.

## La magie des terres alternatives
Lucifer se présente de prime abord devant von Bek sous l'identité d'un suzerain local ; sa nature sulfureuse transparaît rapidement, mais provoque le doute et l'équivoque.
Il a besoin d'un agent sur la terre des hommes pour agir en voyageant de celles-ci  à un univers de terres alternatives. Des lieux particuliers propres au passage permettent de transiter sans avoir l'impression d'avoir passé du monde réel au monde merveilleux.
Bien que l'existence de ces terres renvoie au concept de Multivers des plans parallèles de Moorcock, ce dernier ne développe pas plus ces aspects dans le roman, qui reste une œuvre assimilable à une geste d'errance médiévale.
Les voies du Malin étant impénétrables, von Bek se trouve pris dans un écheveau d'actions pour lequel la portée de ses intercessions lui échappe.

## Série
- Le Chien de guerre et la Douleur du monde, traduit de l'anglais par Henry-Luc Planchat, Éd. L'Atalante, coll. Bibliothèque de l'évasion, 286 p.  (ISBN 2-905158-76-X)
- La Fille de la voleuse de rêve

## Adaptation
Le dessinateur français Tom Cuzor a réalisé plusieurs illustrations en encre de Chine inspirées de l'univers du Chien de guerre. Une adaptation en bande-dessinée est prévue prochainement.